# Tosin Adarabioyo
Abdul-Nasir Oluwatosin Oluwadoyinsolami Adarabioyo (Manchester, 1997. szeptember 24. –) angol labdarúgó, a Chelsea játékosa, hátvéd.

## Pályafutása

### Manchester City
Adarabioyo ötéves korában csatlakozott a Manchester City ifiakadémiájához. Már 14 éves korában bemutatkozhatott az U18-as csapatban, ahol 16 évesen csapatkapitány lett. 2016. február 21-én bemutatkozott az első csapatban, egy Chelsea elleni FA Kupa-meccsen.

### A válogatottban
2015-ben egy mérkőzésen szerepelt az angol U19-es válogatottban.

## Magánélete
Bátyja, Fisayo Adarabioyo szintén labdarúgó, ő is a Manchester City akadémiáján kezdett el játszani, jelenleg a NAC Breda játékosa.

## Külső hivatkozások
- Tosin Adarabioyo pályafutásának statisztikái a Soccerbase oldalon (angolul)

- Statisztikái a SoccerWay-en